# Adolf Erik Nordenskiöld

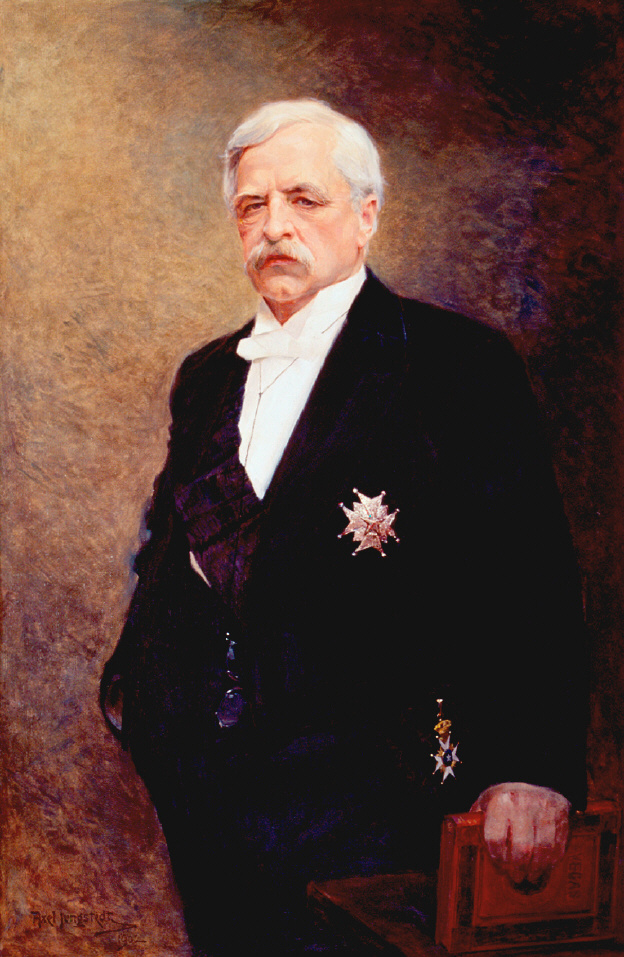
Adolf Erik Nordenskiöld, Ölgemälde von Axel Jungstedt, 1902

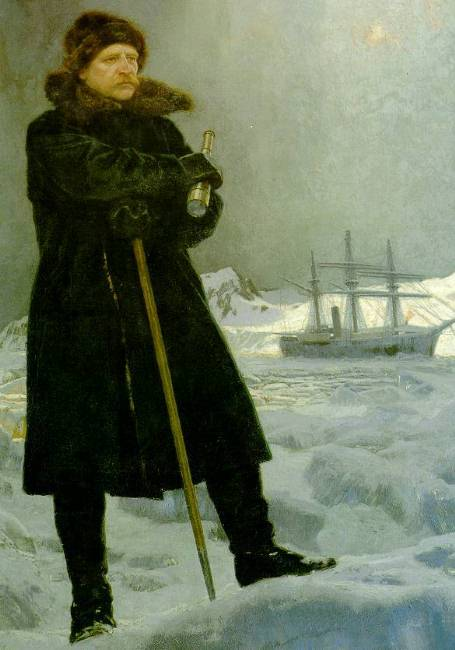
Ausschnitt aus dem Gemälde Adolf Erik Nordenskiöld des schwedischen Malers Georg von Rosen, 1886

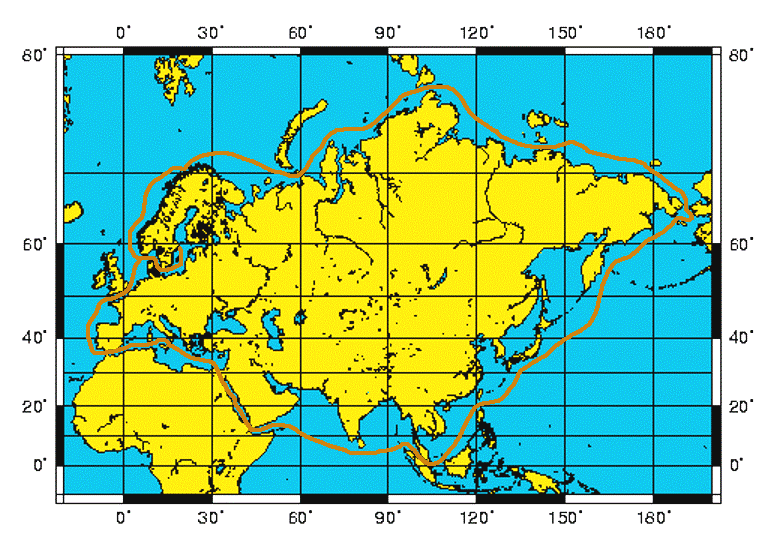
Reiseroute von Adolf Erik Nordenskiöld

Adolf Erik Freiherr von Nordenskiöld (* 18. November 1832 in Helsingfors, Großfürstentum Finnland; † 12. August 1901 auf Gut Dalbyö, heute Gemeinde Trosa in Schweden) war ein seit 1857 in Schweden tätiger und lebender Baron, Professor an der Universität Stockholm, Polarforscher, Kartograph und Reiseschriftsteller mit finnlandschwedischer Abstammung. Er war der Vater des Ethnologen Erland Nordenskiöld und Onkel des Geologen Otto Nordenskjöld. Nordenskiöld gelang in den Jahren 1878/79 als erstem Seefahrer die Umrundung Europas und Asiens und dabei die Durchquerung der Nordostpassage.

## Leben
Nordenskiöld, der Sohn des Mineralogen und Vorstehers des Bergwerkwesens des unter russischer Herrschaft stehenden Großfürstentums Finnland Nils Gustaf Nordenskiöld, studierte in Helsinki (schwedisch Helsingfors) Mineralogie und Geologie. Dabei kam er mitsamt seiner Studentenverbindung in Konflikt mit dem russischen Gouverneur, der mit „eiserner Hand“ eine strikte Politik der Russifizierung verfolgte. Die jungen Finnen lehnten die Russifizierung ab und wurden dafür von dem russischen Gouverneur in ihren demokratischen Rechten beschränkt. Der Gouverneur verweigerte Nordenskiöld u. a. den universitären Arbeitsplatz, für den er nach seiner Doktorarbeit ausgewählt worden war.  Deswegen ging Nordenskiöld 1857 nach Stockholm, wo er 1858 Professor und Vorsteher der mineralogischen Sammlungen wurde. 1860 nahm Nordenskiöld die schwedische Staatsbürgerschaft an. Er nahm seitdem an allen schwedischen wissenschaftlichen Arktisexpeditionen teil, von denen die beiden ersten (1858 und 1861) unter der Leitung Torells standen und die beiden folgenden (1864 und 1868) unter der Leitung Nordenskiölds stattfanden. Für die Ergebnisse der Arktisexpedition 1861 wurde Nordenskiöld in die Akademie der Wissenschaften berufen.
Zur vierten Expedition rüstete der schwedische Staat den stark gebauten, von Kapitän Fredrik von Otter befehligten Postdampfer Sofia aus, der am 19. September 1868 bei 81° 42′ nördlicher Breite den bis dahin nördlichsten von einem Fahrzeug besuchten Punkt erreichte. Durch diese Expeditionen wurde die Inselgruppe Spitzbergen näher untersucht.
Für die Reichstagsperiode 1870 bis 1872 wurde Nordenskiöld in die Zweite Kammer gewählt, wo er in liberalem Geist arbeitete. 1870 drang er auf Grönland etwa 45 km in das Binneneis ein. Diese Reise beschrieb Nordenskiöld in seinem Werk Redogörelse för en expedition till Grönland år 1870 („Bericht über eine Expedition nach Grönland im Jahr 1870“; Stockholm 1871). Die fünfte schwedische Expedition ging unter seiner Leitung Mitte Juli 1872 von Tromsø aus und überwinterte an der Mosselbukta auf Spitzbergen (79° 53′ nördlicher Breite und 16° 4′ östlicher Länge). Mit einigen Begleitern fuhr er im Frühjahr 1873 auf Schlitten erst zu den nördlich von Spitzbergen gelegenen Siebeninseln (norwegisch: Sjuøyane) und anschließend über das Binneneis des Nordostlands zurück zur Winterstation.
1875 fuhr Nordenskiöld durch das Karische Meer zur Mündung des Jenissei und wiederholte diese Reise 1876. Im selben Jahr wurde er zum korrespondierenden Mitglied der Bayerischen Akademie der Wissenschaften sowie der Académie des sciences in Paris ernannt.
Den größten Ruhm erwarb er sich indessen durch die erfolgreiche Durchquerung der Nordostpassage entlang der Nordküste von Sibirien 1878/79 auf dem Auxiliarsegler Vega. Diese Expedition ging am 4. Juli 1878 von Göteborg ab. Nachdem die Vega unter vielen Gefahren die Nordküste Sibiriens umfahren hatte, fror sie Ende September 1878 unter 67° 30′ nördlicher Breite und 173° 23′ westlicher Länge nordwestlich der Beringstraße ein und konnte erst am 18. Juli 1879 ihre Reise fortsetzen, zu gleicher Zeit, als die Jeannette unter Kapitän George W. DeLong den erfolglosen Versuch unternahm, durch die Beringstraße nach Norden vorzudringen. Anfang September traf Nordenskiöld in Japan ein und fuhr von dort durch den Sueskanal nach Europa zurück.
Der König von Schweden, Oskar II., erhob Nordenskiöld im April in den Freiherrenstand. Der Bericht über seine epochemachende Reise erschien gleichzeitig in mehreren Sprachen. Am 23. Mai 1883 ging Nordenskiöld in Göteborg erneut auf Expedition nach Grönland, wo er am 1. Juli im Auleitsivikfjord in Westgrönland landete. Von dort ging er zwischen dem 4. Juli und dem 4. August auf den Grönländischen Eisschild und drang dort weiter vor als irgendjemand vor ihm. Am 17. August trat die Expedition die Rückreise an, und diese ging erstmals durch das die Südostküste versperrende Eis, um an der Küste zu landen. Am 9. September traf die Expedition in Reykjavík ein.
Am 3. Juli 1882 (Matrikel-Nr. 2354) wurde er zum Mitglied der Leopoldina gewählt. Seit Dezember 1884 war er Mitglied der Académie royale des Sciences, des Lettres et des Beaux-Arts de Belgique. 1888 wurde er zudem als auswärtiges Ehrenmitglied in die American Academy of Arts and Sciences gewählt.

## Ehrungen
Verschiedene Gebiete des Spitzbergenarchipels sind nach Adolf Erik Nordenskiöld benannt: der Gletscher Nordenskiöldbreen, die Bucht Nordenskiöldbukta, der Fluss Nordenskiöldelva, das Tal Nordenskiölddalen, die Küstenregion Nordenskiöldkysten, der Berggipfel Nordenskiöldfjellet, die Insel Nordenskiöldøya und die Halbinsel Nordenskiöld-Land. Hinzu kommen die Nordenskiöldinseln in der Karasee. Ferner ist nach ihm der Asteroid (2464) Nordenskiöld benannt. Er war Ehrenmitglied des Thüringisch-Sächsischen Vereins für Erdkunde.
Nach ihm ist der längste Skimarathon der Welt, der Nordenskiöldsloppet, benannt. 1884 hatte Nordenskiöld dieses Rennen nur ins Leben gerufen, um zu beweisen, dass die die Mitglieder seiner Expeditionen in kurzer Zeit weite Distanzen zurücklegen konnten. Seit 2016 wird der Nordenskiöldsloppet als Ultra-Skilanglaufrennen über 220 Kilometer ausgetragen. Dabei folgt die Strecke weitestgehend der historischen Strecke von 1884.

## Dauerausstellung im Etnografiska Museet in Stockholm

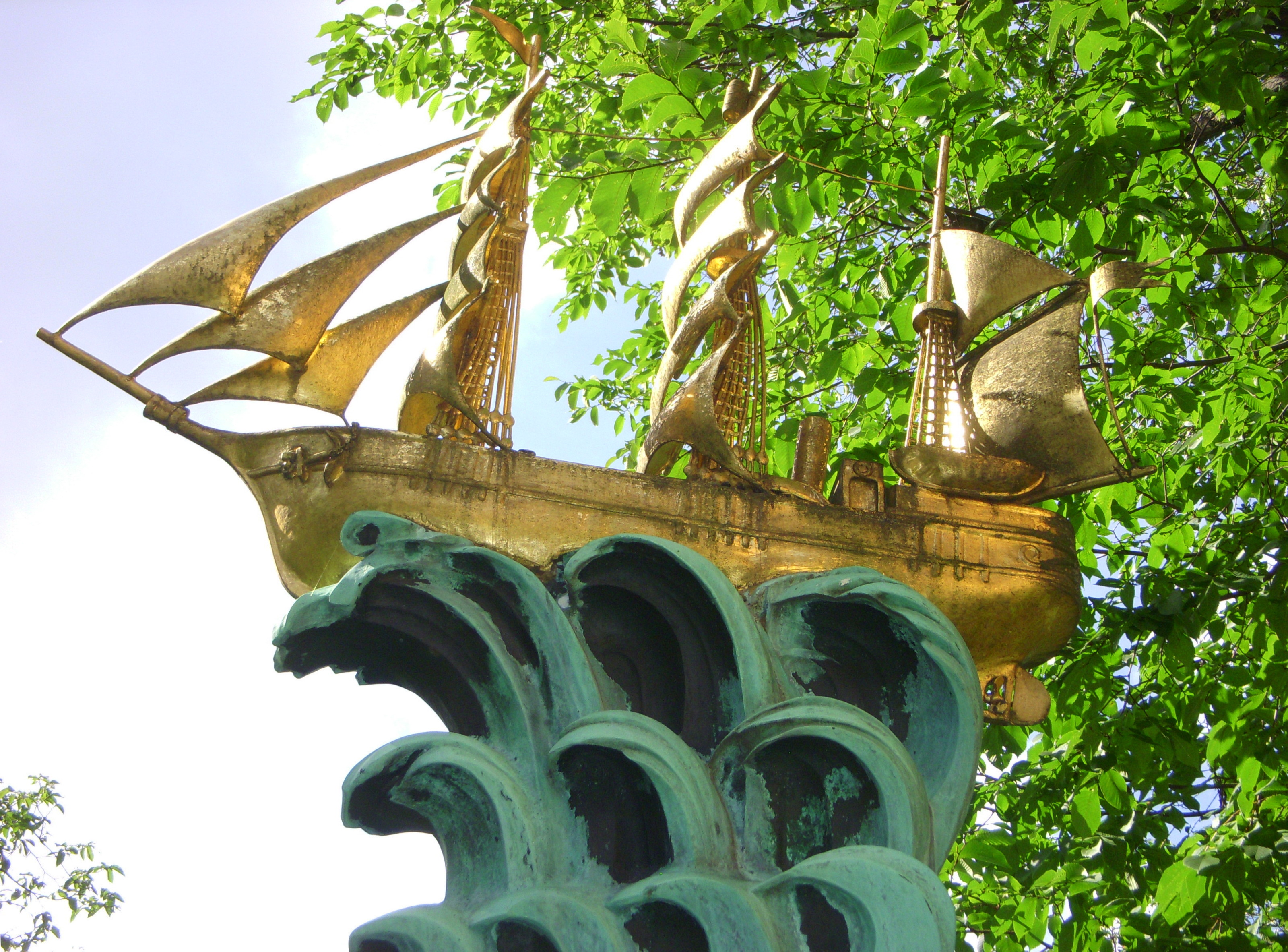
Das Vega-Monument von Ivar Johnsson

Ein Ausstellungsraum in dem Etnografiska Museet in Stockholm, Djurgårdsbrunnsvägen 34, Gärdet, zeigt die Expeditionsfunde von Adolf Erik Nordenskiöld.

## Das Vega-Monument
Das Vega-Monument wurde am 24. April 1930 (fünfzig Jahre nach der Rückkehr der Vega von der Nordostpassage) vor dem Naturhistoriska Riksmuseet in Stockholm, Frescativägen 40, Frescati aufgestellt. Es ist ein Werk von Ivar Johnsson und zeigt einen schwarzen Granitblock mit der kupfernen Dreimast-Bark Vega.

## Die Adolf-Erik-Nordenskiöld-Sammlung in der Universitätsbibliothek Helsinki
Die von Nordenskiöld selbst begründete Adolf-Erik-Nordenskiöld-Sammlung wurde 1997 in die UNESCO-Liste des Weltdokumentenerbes „Memory of the World“ aufgenommen. Sie ist eine der weltweit umfassendsten Sammlungen von Atlanten, Kartenmaterial, geographischen Werken und von Reiseliteratur. Die Nordenskiöld-Sammlung enthält mehr als 5.000 Werke. Besonders wertvoll sind die frühen Werke der Kartographie, darunter gedruckte ptolemäische Atlanten und Seekarten.

## Zitat
Mit 15 Jahren erlebte Sven Hedin die triumphale Rückkehr der Vega nach der erstmaligen Befahrung der Nordostpassage.

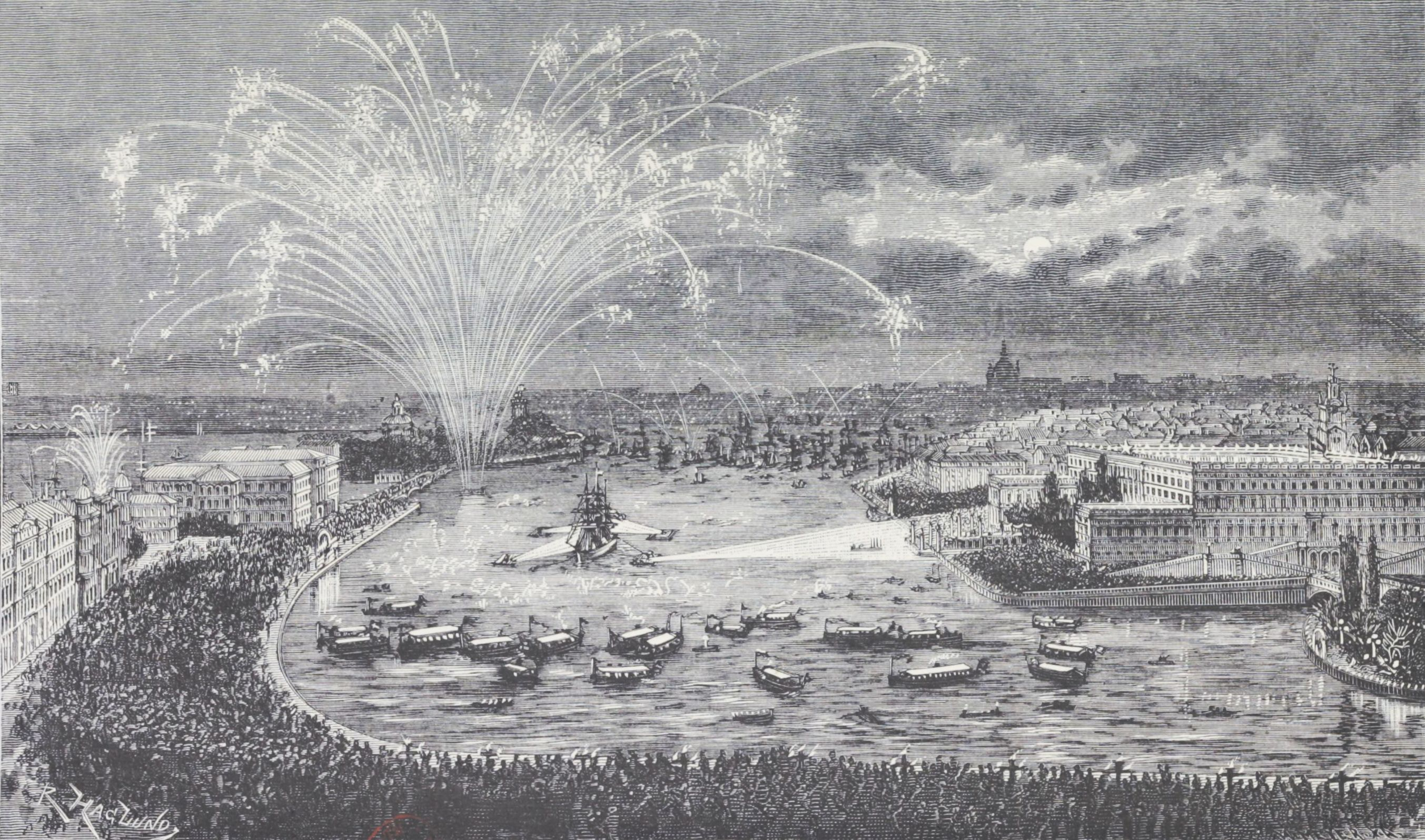
Stockholm am 24. April 1880

Er beschreibt dies in seinem Buch Mein Leben als Entdecker folgendermaßen:

„Am 24. April 1880 lief die Vega in Stockholms Ström ein. Die ganze Stadt war illuminiert. Die Häuser rings um den Hafen flammten im Schein unzähliger Lampen und Fackeln. Auf dem Schloss leuchtete in Gasflammen das Sternbild der Vega. Mitten in diesem Lichtermeer glitt das berühmte Schiff in den Hafen. Mit meinen Eltern und Geschwistern stand ich auf den Bergen von Södermalm, von wo wir eine beherrschende Aussicht hatten. Größte Spannung hatte mich erfasst. Mein ganzes Leben lang werde ich an diesen Tag zurückdenken, er wurde entscheidend für meinen künftigen Weg. Von Kais, Straßen, Fenstern und Dächern dröhnte donnernder Jubel. ‚So will ich einst heimkommen‘, dachte ich.“

## Werke (Auswahl)
- Die Nordpolarreisen Adolf Erik Nordenskiöld’s 1858 bis 1879. F. A. Brockhaus, Leipzig 1880 (eingeschränkte Vorschau in der Google-Buchsuche).
- Die Umsegelung Asiens und Europas auf der Vega. Mit einem historischen Rückblick auf frühere Reisen längs der Nordküste der Alten Welt. Autorisierte deutsche Ausgabe. 2 Bände. Mit Vorwort zur deutschen und schwedischen Ausgabe. F. A. Brockhaus, Leipzig 1882 (Digitalisat: Erster Band. Zweiter Band). (Englische Erstausgabe MacMillan, London 1881.)
- (als Herausgeber) Die wissenschaftlichen Ergebnisse der Vega-Expedition. Von Mitgliedern der Expedition und anderen Forschern bearbeitet. F. A. Brockhaus, Leipzig 1883 (Digitalisat).
- Studien und Forschungen veranlaßt durch meine Reisen im hohen Norden. Ein populär-wissenschaftliches Supplement zu «Die Umsegelung Asiens und Europas auf der Vega». Autorisierte deutsche Ausgabe. F. A. Brockhaus, Leipzig 1885 (Internet Archive).
- Grönland. F. A. Brockhaus, Leipzig 1886 (Digitalisat).
- Facsimile-Atlas to the early history of cartography : with reproductions of the most important maps printed in the XV and XVI centuries / A. E. Nordenskiöld. Transl. from the Swedish orig. by Johan Adolf Ekelöf and Clements R. Markham. Stockholm, MDCCCLXXXIX (Digitalisat)